# دخول التنين (فلم)
دخول التنين (بالصينية: 龍爭虎鬥) هو فيلم فنون قتالية من إخراج روبرت كلاوس وسيناريو مايكل ألين وبطولة بروس لي وجون ساكسون وجيم كيلي. وهذا الفيلم هو آخر ظهور لبروس لي في قبل وفاته في 20 يوليو 1973 عن عمر يناهز 32 عامًا. تم عرض الفيلم لأول مرة في لوس أنجلوس في 19 أغسطس 1973، بعد شهر واحد من وفاة بروس لي.
حقق الفيلم أكثر من 400 مليون دولار أمريكي في جميع أنحاء العالم (يقدر بما يعادل أكثر من 2 مليار دولار معدلة للتضخم اعتبارًا من عام 2022) مقابل ميزانية قدرها 850 ألف دولار. يعد أحد أنجح أفلام الفنون القتالية على الإطلاق ويُنظر إليه على نطاق واسع على أنه أحد أعظم أفلام الفنون القتالية على الإطلاق. [4] في عام 2004، تم اختياره للحفظ في السجل الوطني للأفلام بالولايات المتحدة من قبل مكتبة الكونغرس باعتباره "ذو أهمية ثقافية أو تاريخية أو جمالية". يعد من بين الأفلام الأولى التي جمعت بين حركة الفنون القتالية وعناصر أفلام التجسس واستغلال السود، أدى نجاحها إلى سلسلة من الإنتاجات المماثلة. أثارت موضوعات الفيلم جدلاً علميًا حول التغييرات التي تحدث داخل المجتمعات الآسيوية ما بعد الاستعمار بعد نهاية الحرب العالمية الثانية.
يعتبر الفيلم أيضًا واحدًا من أكثر أفلام الحركة تأثيرًا على الإطلاق، حيث ساهم نجاحه في زيادة الاهتمام العالمي بالفنون القتالية بالإضافة إلى إلهام العديد من الأعمال الخيالية، بما في ذلك أفلام الحركة والبرامج التلفزيونية وألعاب الحركة والكتب المصورة والمانغا والأنمي.

## القصة
يتمحور موضوع الفيلم حول مشاركة بروس لي في مسابقة الفنون القتالية تحت ستار البحث عن قاتل أخته بأمر من أبيه الذي هو الحارس الشخصي لمنظم هذه المسابقة وقد تمكن من التجسس على الأعمال التي تدور في هذه الجزيرة واكتشف أنها أعمال غير شرعية فدمر الجزيرة بمساعدة بعض السجناء المحبوسين في هذه الجزيرة بفضل مواهبه القتالية واستطاع قتل صاحب الجزيرة الذي يدعى "han"

## الممثلون
- بروس لي
- جون ساكسون
- جيم كيلي
- بولو يونغ

## روابط خارجية
- مقالات تستعمل روابط فنية بلا صلة مع ويكي بيانات